# Andy Halliday
Andrew „Andy“ Halliday (* 11. Oktober 1991 in Glasgow) ist ein schottischer Fußballspieler. Der Mittelfeldspieler steht beim FC Motherwell unter Vertrag.

## Karriere
Nachdem er in der Jugend des schottischen Vereins Ross County begonnen hatte, wechselte er in die Jugend des damaligen Meisters Glasgow Rangers. Danach begann er seine Profikarriere beim FC Livingston, ehe es ihn in die Premier League zum FC Middlesbrough zog. Dort konnte er sich aber nicht durchsetzten und wurde mehrfach ausgeliehen, ehe er zu den Glasgow Rangers zurückkehrte, mit denen er auch den Aufstieg in die Premiership schaffte. Nach einem Streit zwischen Halliday und Joey Barton wurde Barton für 3 Wochen suspendiert.